# Claude Autant-Lara
Claude Autant-Lara (Luzarches, Val-d’Oise, 1901. augusztus 5. – Antibes, Alpes-Maritimes, 2000. február 5.) francia filmrendező, színész, forgatókönyvíró, jelmeztervező.

## Élete
| Claude Autant-Lara                        | Claude Autant-Lara                        |
| Kattints az alábbi külső linkek egyikére! | Kattints az alábbi külső linkek egyikére! |
| ----------------------------------------- | ----------------------------------------- |
| Nem található szabad kép.(?)              |                                           |
| külső link · jogvédett                    | Autant-Lara ifjú és idős korában          |

Claude Autant-Lara 1901. augusztus 5-én született. Édesapja, Edouard Autant építész volt, édesanyja, Louise Lara a párizsi Comédie-Française ünnepelt színésznője.
Tanulmányait a Képzőművészeti Főiskolán kezdte, majd az Iparművészeti Karon folytatta. A 20 éves (1921) Autant-Lara jól ismerte a francia avantgárd képviselőit, így bekerült a filmvilágba, rendezőasszisztensként és színészként dolgozott, rövidfilmeket készített, expresszionista díszleteket, kosztümöket tervezett többek között Fernand Léger, Jean Renoir, Marcel L’Herbier filmjeihez is. Még nem volt 30 éves, amikor az USA-ba hívták, hogy elkészítse a Buster Keaton és Douglas Fairbanks filmek francia verzióját. Visszatérve hazájába, a tehetséges fiatalember tagja lett annak a filmművész csapatnak, akik megteremtették a francia film 1930-as évekbeli nagy korszakát.
Életműve az 1940-es években teljesedett ki. Ekkoriban kristályosodott ki életművének központi eszméje: lázadó, anarchista színezetű filmjeiben a szerelmet és az egyén választását a társadalmi konvenciók fölé emelte.
A Veszélyes szerelem (1943) hősnője egy arisztokrata lány, aki rangjához méltatlan fiatalemberbe szerelmes, s oly kegyetlenül vergődik a szülői elvárás és a szerelem között, hogy végül a halálba menekül.
Máig leghíresebb műve A test ördöge (1946) Raymond Radiguet 1923-ban, az avantgárd nagy korszakában írt kisregényének feldolgozása.
Szabálytalan, kiábrándult, jeges humorú, sátáni komédia a Vörös kocsma (1951), de a szerelem mindenhatóságát hirdeti.
Az éjszaka Margitja (1955) filozofikus, költői Faust-film, külön értéke, hogy saját ifjúkorának avantgárd korszakát eleveníti fel, expresszionista díszleteket tervezett a történethez.
Az Átkelés Párizson (1956) volt az első film a francia filmtörténetben, amely a német megszállás korszakának gyáváiról, belenyugvóiról, az árulókról mert szólni.
Az 1960-as évek már Godard és Truffaut évtizede. Autant-Lara hite kimerült, belefáradt, belekeseredett a botrányokba, elmarasztalásokba. De még sokáig folytatja utóvédharcát. Emlékiratainak írása közben újra és újra feltámadt az agg mester provokatív kedve, de zavarbaejtő módon:
„Aki Franciaországban a camembert mellé Coca-Colát iszik, az nagyobb bűnt követ el, mint az az etiópiai, aki kiszáll a Saint-Lazare pályaudvaron. Csakhogy nem kizárt, hogy az etiópiai megérthet valamit Voltaire vagy Montaigne szellemiségéből. Úgy tíz generáció múltán, talán. De a Coca-Cola ivó? Ő? Lehetetlen!”
88 évesen (1989) lépett be a szélsőjobboldali pártba.

## Fontosabb filmjei
- 1926: Nana; színész
- 1943: Veszélyes szerelem (Douce);  rendező, jelmeztervező
- 1946: A test ördöge (Le diable au corps); rendező, jelmeztervező
- 1951: Vörös kocsma (L’auberge rouge), rendező, forgatókönyvíró
- 1949: Vigyázz a nőre! (Occupe-toi d’Amélie); rendező
- 1954: Vörös és fekete I-II, (Le rouge et le noir); rendező, forgatókönyvíró
- 1955: Az éjszaka Margitja (Marguerite de la nuit); rendező
- 1956: Átkelés Párizson (La traversée de Paris); rendező
- 1958: Egy nő fegyverével (En cas de malheur); rendező
- 1958: A játékos (Le joueur); rendező
- 1959: La jument verte; rendező
- 1961: Monte Cristo grófja (Le comte de Monte Cristo); rendező
- 1969: A krumpliföld (Les patates); rendező
- 1973: Lucien Leuwen, televíziós sorozat; rendező, forgatókönyvíró